# Kostno
Kostno – uroczysko - dawna miejscowość w Polsce położona w województwie zachodniopomorskim, w powiecie myśliborskim, w gminie Myślibórz.
W latach 1975–1998 miejscowość administracyjnie należała do województwa gorzowskiego.